# Paulina Singerman
Paulina Singerman Begun (Buenos Aires, 25 de enero de 1911-Buenos Aires, 9 de febrero de 1984), más conocida como Paulina Singerman, fue una actriz de cine, televisión y teatro argentina, famosa por sus roles cómicos durante la Época de Oro del cine argentino.

## Bibliografía

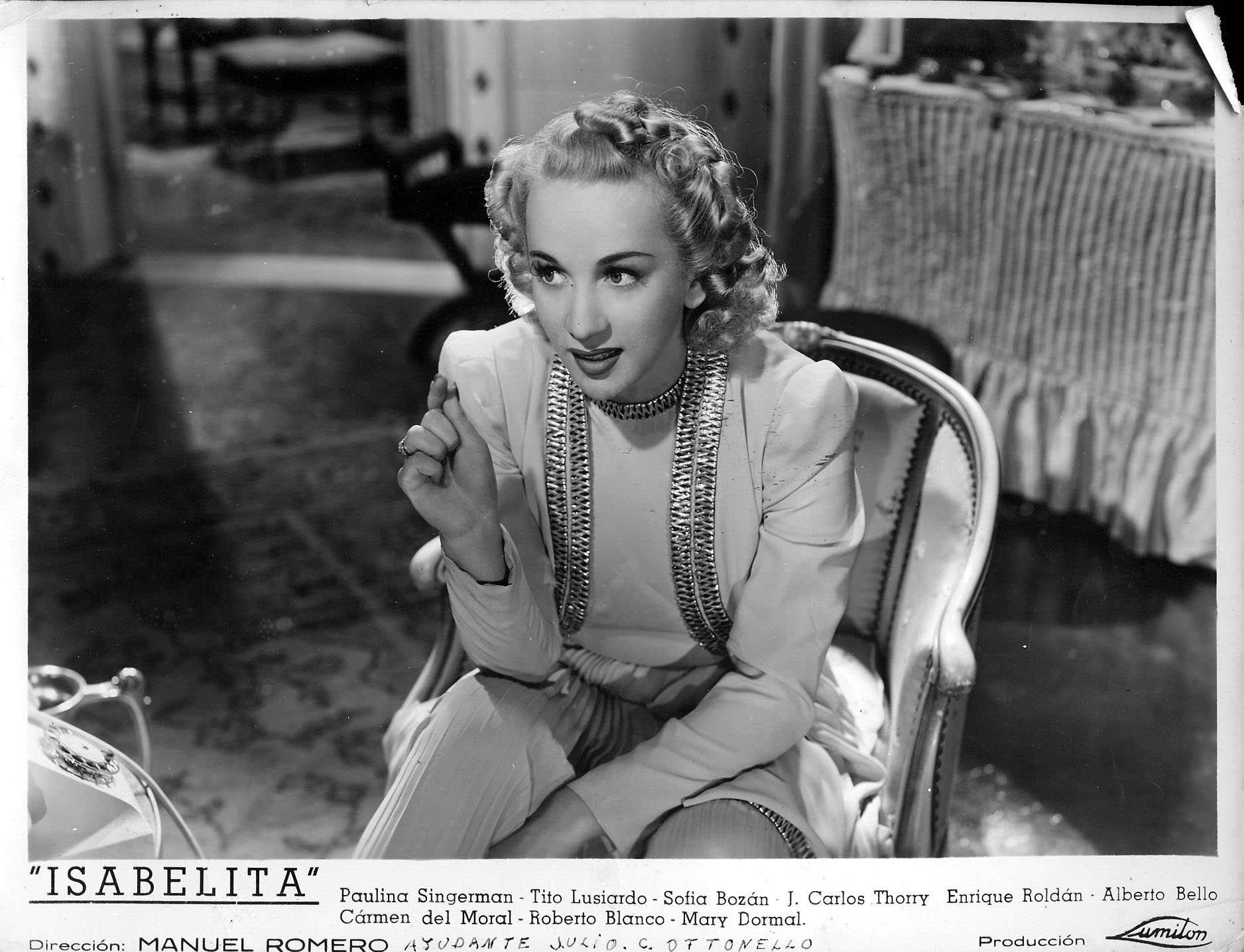
Singerman en Isabelita (1940).

## Televisión

### Telenovelas
- ¡Qué viudita es mi mamá (1974)
- Qué vida de locos! (1973)
- Historias de mamá y papá (1970)

### Programas
- La comedia brillante (1974) - Varios
- Humor a la italiana (1974) - Genoveva "Episodio: El complejo de un tímido"
- Alta comedia (1971) - Isabel "Episodio: Tevié, el lechero"
- Viernes de Pacheco (1970) - Inés "Episodio: Trece a la mesa"

## Filmografía
- Constancia, una esposa constante (1976)
- Pequemos un poquito (1971)
- Hay que casar a Paulina (1944)
- Luisito (1943)
- Elvira Fernández, vendedora de tienda (1942)
- Noche de bodas (1942)
- Mi amor eres tú (1941)
- Un bebé de París (1941)
- Isabelita (1940)
- Caprichosa y millonaria (1940)
- Retazo (1939)
- La rubia del camino (1938)